# Premier League Malti 1984-1985
L'edizione 1984-1985 della Premier League maltese è stata la settantesima edizione della massima serie del campionato maltese di calcio. Il titolo è stato vinto per la prima volta dal Rabat Ajax.

A causa di uno sciopero dei calciatori, non è stata disputata la sesta giornata di campionato. Le partite di quel turno: 
- Rabat Ajax-Ħamrun Spartans
- Sliema Wanderers-Żurrieq
- Valletta-Marsa
- Hibernians-Floriana

non sono state recuperate.
Il torneo ha visto retrocedere per la prima (e finora unica) volta nella sua storia il Floriana, storica "grande" del calcio maltese.

## Classifica
|   | Classifica       | G  | V | N | P  | GF | GS | Dif | Pt |
| - | ---------------- | -- | - | - | -- | -- | -- | --- | -- |
| 1 | Rabat Ajax       | 13 | 5 | 7 | 1  | 19 | 12 | +7  | 17 |
| 2 | Ħamrun Spartans  | 13 | 4 | 8 | 1  | 18 | 8  | +10 | 16 |
| 3 | Sliema Wanderers | 13 | 5 | 5 | 3  | 13 | 10 | +3  | 15 |
| 4 | Valletta         | 13 | 6 | 2 | 5  | 18 | 15 | +3  | 14 |
| 5 | Żurrieq          | 13 | 5 | 4 | 4  | 18 | 14 | +4  | 14 |
| 6 | Hibernians       | 13 | 5 | 4 | 4  | 14 | 12 | +2  | 14 |
| 7 | Floriana         | 13 | 4 | 5 | 4  | 11 | 11 | 0   | 13 |
| 8 | Marsa            | 13 | 0 | 1 | 12 | 6  | 35 | -29 | 1  |

## Verdetti finali
- Rabat Ajax Campione di Malta 1984-1985
- Floriana e Marsa retrocesse.